# Шаповалов, Евгений (певец)
Евгений Шаповалов (1968, Барановичи, Брестская область — 26 февраля 2022, Таиланд) — оперный певец и музыкальный продюсер. Шаповалов исполнял классическую музыку, оперу, популярную музыку и народные песни Израиля и стран бывшего СССР.

## Биография
Родился в Барановичах, Брестская область, БССР (ныне Белоруссия).
Проходил воинскую службу в ВМФ СССР, Лиепая, ЛатвССР.
Учился в Одесской консерватории. В 1993 поступил в музыкальную консерваторию в Тель-Авивском университете. В том же 1993 году вместе с израильской группой «Этникс» записал хит года, песню «Джессика».
В 1995 году принял участие в шоу «Три тенора» вместе с Габи Саде и с Дуду Фишером.
В 2001 году начал петь в дуэте с израильской певицей Шломит Аарон.
В 2008 году участвовал в шоу «Евгений Шаповалов 60/40: Израиль празднует 60 лет, а я 40».
Выступал в более чем 70-ти странах мира. Пел на более чем 10 языках (итальянский, русский, иврит, испанский, английский, французский, идиш и т. д.) в разных стилях и жанрах: опера, классическая музыка, мессы и оратории, старинные русские и цыганские романсы, популярные русские и израильские песни, песни военных лет, арии из оперетт и мюзиклов и многое другое.
Был приглашён президентом Израиля для выступления перед президентом России Владимиром Путиным во время его визита в Израиль в апреле 2005 года.
Дискография певца включает следующие CD: «Дорогой длинною», «Мои первые 10 лет», «Только раз», «Гори, гори моя звезда», «Евгений Шаповалов и друзья», «Споёмте друзья — с ансамблем русских народных инструментов», «Дуэт», «Viva L’italia», «Три Тенора на святой земле», «Три тенора — песни военных лет».
В 2009 году Шаповалов покинул Израиль вследствие финансовых трудностей и преследования кредиторов и поселился в Нью-Йорке, США.
26 февраля 2022 года скончался в Таиланде от сердечного приступа.